# Chilly (Somme)
Chilly település Franciaországban, Somme megyében. Lakosainak száma 163 fő (2022. január 1.). Chilly Chaulnes, Fouquescourt, Fransart, Hallu, Hattencourt, Lihons és Maucourt községekkel határos.

## Népesség
A település népességének változása:
| Lakosok száma | 197  | 188  | 187  | 183  | 178  | 174  | 170  | 165  | 163  |
|               | 2013 | 2015 | 2016 | 2017 | 2018 | 2019 | 2020 | 2021 | 2022 |